# Mariage shigar
Avant l'avènement de Mahomet, il existait en Arabie plusieurs formes de mariages (nikah). Comme le mariage Mut`a, où les personnes se mariaient temporairement, l'homme offrait un bien à la femme et ils déterminaient un délai de quelques heures ou plus avant la séparation... Mahomet interdit ce type de mariage en imposant une période de veuvage de plusieurs mois aux veuves de sorte que si elles sont enceintes, le père soit connu, cela notamment pour les droits d'héritage.
Le mariage Shigar est une des formes de mariage pratiquées avant Mahomet que celui-ci interdit, les chefs de familles échangeaient deux filles l'une avec l'autre. Aucune des filles ne recevait de dot de la sorte.

## Voir également
- Mariage arabe avant Mahomet
- Mariage dans la tradition musulmane
- Mariage sunnite
- Mut'a